# William Desmond
Ne doit pas être confondu avec William Desmond Taylor.
William Desmond est un acteur américain du cinéma muet et parlant, né William Mannion le 23 janvier 1878 à Horseheads (État de New York), et mort le 3 novembre 1949 à Los Angeles (Californie)

## Biographie
Desmond a tourné dans plus de deux cents films.

## Filmographie partielle

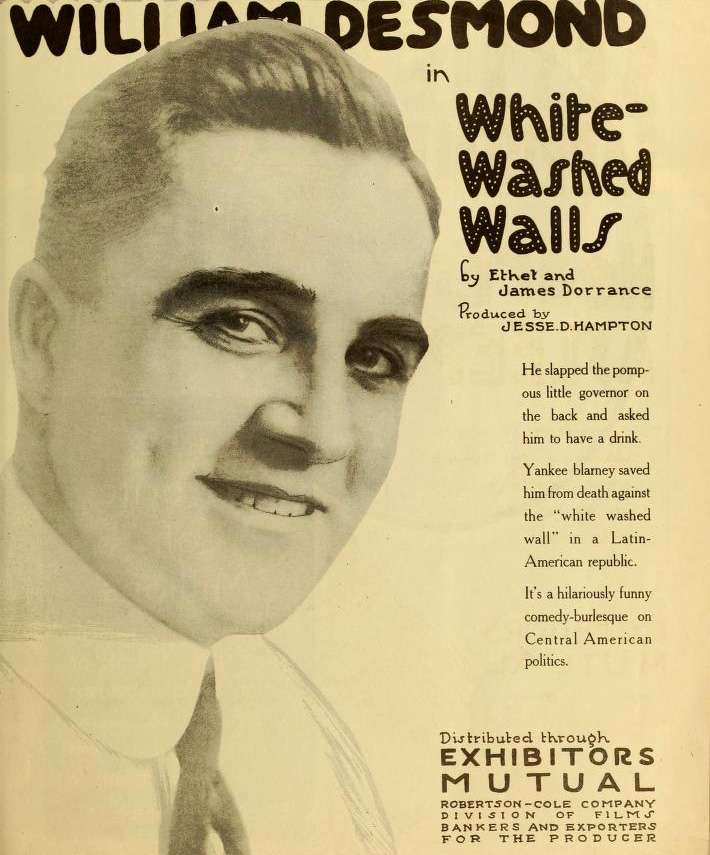
White-Washed Walls (1919)

- 1916 : Bullets and Brown Eyes de Scott Sidney
- 1916 : Peggy de Thomas H. Ince et Charles Giblyn :  Révérend Donald Bruce
- 1916 : Le Lieutenant Danny (Lieutenant Danny, U.S.A.) de Walter Edwards
- 1917 : Au pays de l'or (Flying Colors) de Frank Borzage : Brent Brewster
- 1917 : Fighting Back, de Raymond Wells : Weakling
- 1918 : Society for Sale de Frank Borzage : Honorable Billy
- 1918 : Au-dessus des lois (An Honest man) de Frank Borzage : Benny Boggs
- 1919 : L'Appel du cœur (Her Code of Honor) de John M. Stahl : Eugene La Salle
- 1919 : The Prince and Betty de Robert Thornby : John Maude
- 1920 : A Broadway Cowboy de Joseph Franz : Burke Randolph
- 1921 : Son enfant (The Child Thou Gavest Me) de John M. Stahl : Tom Marshall
- 1922 : Perils of the Yukon
- 1924 : Hello, 'Frisco de Slim Summerville
- 1927 : Finger Prints de Lloyd Bacon
- 1929 : No Defense de Lloyd Bacon : John Harper
- 1930 : The Phantom of the West de D. Ross Lederman : Martin Blair
- 1931 : The Vanishing Legion de Ford Beebe et B. Reeves Eason
- 1931 : Battling with Buffalo Bill de Ray Taylor : John Mills
- 1933 : Mr. Broadway de Johnnie Walker
- 1934 : Pirate Treasure de Ray Taylor : Capitaine Jim Carson
- 1935 : Rustlers of Red Dog de Lew Landers : Ira Dale
- 1935 : Émeutes (Frisco Kid) de Lloyd Bacon
- 1935 : Born to Battle de Harry S. Webb
- 1936 : Flash Gordon de Frederick Stephani et Ray Taylor
- 1943 : Le Fantôme de l'Opéra (Phantom of the Opera) d'Arthur Lubin
- 1944 : Les Mains qui tuent (Phantom Lady) de Robert Siodmak
- 1944 : La Griffe sanglante (The Scarlet Claw) de Roy William Neill
- 1944 : Le Fantôme de la Momie (The Mummy's Ghost) de Reginald Le Borg
- 1944 : L'Amazone aux yeux verts (Tall in the Saddle) d'Edwin L. Marin
- 1944 : La Passion du Docteur Holmes (The Climax) de George Waggner : Un technicien de l'opéra (non crédité)
- 1945 : Show Boat en furie (The Naughty Nineties) de Jean Yarbrough
- 1945 : Penny cherche un père (That Night with You) de William A. Seiter
- 1945 : La Taverne du cheval rouge (Frontier Gal) de Charles Lamont : Homme au Saloon
- 1946 : Le Passage du canyon (Canyon Passage) de Jacques Tourneur
- 1947 : L'Œuf et moi (The Egg and I) de Chester Erskine